# Gaultheria tasmanica
Gaultheria tasmanica är en ljungväxtart som först beskrevs av Joseph Dalton Hooker, och fick sitt nu gällande namn av D.J. Middleton. Gaultheria tasmanica ingår i släktet Gaultheria och familjen ljungväxter. Inga underarter finns listade i Catalogue of Life.